# Iñaki Peña
Ignacio „Iñaki“ Peña Sotorres (* 2. března 1999 Alicante, Španělsko) je španělský profesionální fotbalista, který působí jako brankář v klubu FC Barcelona.

## Klubová kariéra

### Barcelona
Narodil se v Alicante ve Valencijském společenství a svou kariéru zahájil v mládežnickém týmu Alicante v roce 2004, když mu bylo pouhých pět let. V roce 2012, když mu bylo 13 let, přestoupil z klubu Villarreal do barcelonské akademie La Masia. Byl v týmu, který vyhrál Juniorskou ligu UEFA 2017/18, a nastoupil ve finále proti Chelsea.
Dne 16. dubna 2018 prodloužil smlouvu s Barcelonou na tři sezony s možností na další dvě. Později byl před sezónou 2018/19 povýšen do rezervního týmu Barcelony hrajícího v Segunda División B a 6. října 2018 debutoval v seniorském týmu, když nastoupil při domácí remíze 1:1 proti Atlético Baleares.
Dne 30. října 2018 byl povolán do základní sestavy na první zápas 32. kola s Cultural Leonesa v Copa del Rey jako náhradník za Jaspera Cillessena. Jeho tým venku zvítězil 1:0, ovšem Peña se na hřiště nedostal. Na lavičce se objevil i v některých dalších zápasech, kdy byli Cillessen a Marc-André ter Stegen zranění.
Peña se v sezóně 2019/20 opět objevil na lavičce základní sestavy, aby nahradil Netovu absenci způsobenou zraněním. Dne 6. října 2020 Barcelona uplatnila možnost na prodloužení Peñovy smlouvy o další dva roky.

#### Galatasaray (hostování)
Dne 31. ledna 2022 se Peña na zbytek sezony připojil ke Galatasarayi. Svůj profesionální debut v Süper Lig si odbyl 6. února při remíze 1:1 na hřišti Alanyasporu pod vedením bývalého barcelonského asistenta Doméneca Torrenta.

## Reprezentační kariéra
Peña reprezentoval Španělsko v kategoriích do 16, 17, 18, 19 a 21 let a celkem nasbíral 30 reprezentačních startů. V roce 2016 se zúčastnil Mistrovství Evropy hráčů do 17 let a po celou dobu turnaje patřil do prvního výběru. Jediný start v reprezentaci do 21 let si připsal 12. listopadu 2020 v Marbelle proti Faerským ostrovům, kdy nastoupil v poločase za Álvara Fernándeze při výhře 2:0 v kvalifikaci na následující ročník Mistrovství Evropy.
Vzhledem k izolaci některých hráčů národního týmu po pozitivním testu na covid-19 u Sergia Busquetse byl tým Španělska do 21 let povolán na mezinárodní přátelské utkání proti Litvě 8. června 2021.

## Kariérní statistiky
Aktualizováno 10. března 2022
| Klub           | Liga                  | Sezóna         | Liga   | Liga | Pohár  | Pohár | Evropa | Evropa | Celkem | Celkem |
| Klub           | Liga                  | Sezóna         | Zápasy | Góly | Zápasy | Góly  | Zápasy | Góly   | Zápasy | Góly   |
| -------------- | --------------------- | -------------- | ------ | ---- | ------ | ----- | ------ | ------ | ------ | ------ |
| Barcelona „B“  | Segunda División B    | 2018–19        | 20     | 0    | —      | —     | —      | —      | 20     | 0      |
| Barcelona „B“  | Segunda División B    | 2019–20        | 21     | 0    | —      | —     | —      | —      | 21     | 0      |
| Barcelona „B“  | Segunda División B    | 2020–21        | 13     | 0    | —      | —     | —      | —      | 13     | 0      |
| Barcelona „B“  | Primera División RFEF | 2021–22        | 9      | 0    | —      | —     | —      | —      | 9      | 0      |
| Barcelona „B“  | Celkem                | Celkem         | 63     | 0    | 0      | 0     | 0      | 0      | 63     | 0      |
| Galatasaray    | Süper Lig             | 2021–22        | 5      | 0    | 0      | 0     | 1      | 0      | 6      | 0      |
| Kariéra celkem | Kariéra celkem        | Kariéra celkem | 68     | 0    | 0      | 0     | 1      | 0      | 69     | 0      |

## Úspěchy

### Barcelona
- La Liga: 2018
- Copa del Rey: 2020–21[18]
- Juniorská liga UEFA: 2017–18[19]

### Španělsko U17
- Druhé místo na Mistrovství Evropy hráčů do 17 let: 2016[20]